# Hảo Cừu Vương hậu
Hảo Cừu (tiếng Hàn: 호구; Hanja: 好仇) là vợ thứ ba của Ma Phẩm Vương. Bà là mẹ của vị quân chủ đời thứ tư của Kim Quan Già Da, Cư Sất Di Vương.

## Gia đình
- Ông nội: Triệu Khuông (Hangul:조광)
- Bà nội: Mâu Lương (Hangul:모량)
  - Chồng: Ma Phẩm Vương (Hangul:마품왕)
    - Con: Cư Sất Di Vương (Hangul:거질미왕)